# Johann Philipp Breyne
Pour les articles homonymes, voir Breyne.
Johann Philipp Breyne, né le 9 août 1680 à Danzig et décédé le 12 décembre 1764 à Danzig, est un botaniste, paléontologue, zoologiste et entomologiste allemand. Il est connu pour son travail sur la cochenille polonaise (Porphyrophora polonica), un insecte autrefois utilisé pour la production de pigment rouge.

## Biographie

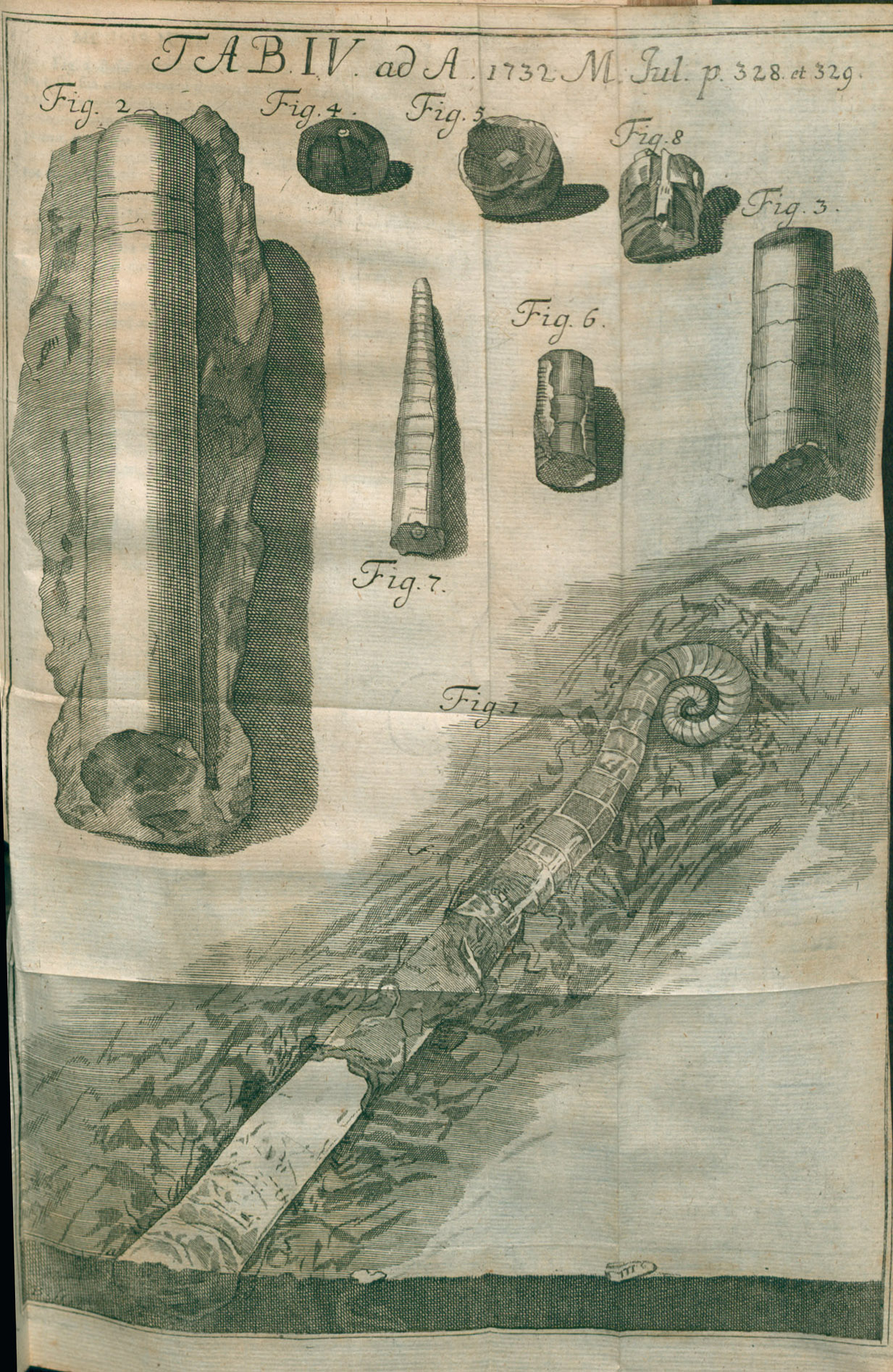
Illustration pour la critique de Dissertatio physica de polythalamis publiée sur les Acta Eruditorum du 1732

Johann Philipp Breyne est le fils de Jacob Breyne. Il naît à Danzig (aujourd'hui Gdańsk), en Pologne. Sur l'initiative de Hans Sloane, il est élu le 21 avril 1703 comme fellow de la Royal Society. Il est également membre de l'Académie allemande des sciences Leopoldina (après 1715) et de la Societas Litteraria (après 1720). Il meurt le 12 décembre 1764 à Danzig.
Ranunculus breyninus Crantz fait référence à Johann Philipp Breyne.